# هيروميتسو يسوغيا
هيروميتسو يسوغيا (礒貝 洋光) (ولد 19 أبريل 1969) هو لاعب كرة قدم ياباني سابق، شارك في كأس القارات 1995.

## روابط خارجية
1. ↑  "معلومات عن هيروميتسو يسوغيا على موقع transfermarkt.com". transfermarkt.com. مؤرشف من الأصل في 2020-03-31.
2. ↑  "معلومات عن هيروميتسو يسوغيا على موقع national-football-teams.com". national-football-teams.com. مؤرشف من الأصل في 2020-03-14.
3. ↑  "معلومات عن هيروميتسو يسوغيا على موقع data.j-league.or.jp". data.j-league.or.jp. مؤرشف من الأصل في 2017-10-02.

- هيروميتسو يسوغيا على موقع الاتحاد الدولي (مؤرشف)  (الإنجليزية)
- هيروميتسو يسوغيا على موقع رابطة كرة القدم اليابانية للمحترفين (اليابانية)
- هيروميتسو يسوغيا على موقع قاعدة بيانات كرة القدم.إي يو (الإنجليزية)
- هيروميتسو يسوغيا على موقع ناشيونال فوتبول تيمز (الإنجليزية)
- هيروميتسو يسوغيا على موقع عالم كرة القدم.نت (الإنجليزية)